# 아메리칸 여자 농구 협회

아메리칸 여자 농구 협회(영어: Women's American Basketball Association, WABA)는 1984년 빌 번이 창단한 여자농구 리그로 낸시 리버먼, 몰리 볼린, 팸 맥기, 폴라 맥기 등의 선수들이 소속돼 있었다. 댈러스 다이아몬드와 3년 25만 달러에 계약한 리버만은 경기당 평균 27득점을 기록하며 댈러스가 1984년 WABA 우승을 차지하는 데 일조한 뒤 리그 최우수선수로 뽑혔지만 시즌이 끝나면서 리그는 접혔다. 마지막 경기는 다이아몬드와 WABA 올스타즈의 대결로 리버만은 19득점을 올리며 다이아몬드 101-94 승리에서 이 경기의 MVP로 선정됐다.

## 역대 총재
| 대수 | 이름  | 임기   | 비고                      |
| ---- | ----- | ------ | ------------------------- |
| 1    | 빌 번 | 1984년 | 초대 총재이자 마지막 총재 |

## 역대 WABA팀
| 팀                | 경기장                                  |
| ----------------- | --------------------------------------- |
| 애틀랜타 코메츠   | 코브 아레나                             |
| 시카고 스피릿     | 칼리지 오브 듀페이지                    |
| 콜럼버스 밍크스   | 오하이오 스테이트 페어그라운드 콜리시엄 |
| 댈러스 다이아몬드 | 무디 콜리시엄                           |
| 휴스턴 샴록스     | 유니버시티 오브 세인트 토마스           |
| 버지니아 웨이브   | 스쿱 아레나                             |

## 역대 WABA 파이널
| 시즌 | 우승팀            | 준우승팀      | MVP         |
| ---- | ----------------- | ------------- | ----------- |
| 1984 | 댈러스 다이아몬드 | 시카고 스피릿 | 낸시 리버먼 |

## 같이 보기
- 아메리칸 농구 협회
- 전미 여자 농구 협회
- 미국 여자 농구 협회